# Sipmaß
Das Sipmaß, auch Siebmaß, war ein sächsisches Getreidemaß und ein Maß für trockene Dinge. Es galt im sogenannten Meißnischen und Altenburgischen. Ob der Begriff sich von Sieb oder von einem Gefäß, wie Zuber, Zober ableitet, ist nicht eindeutig.
- 4 Sipmaß = 1 Scheffel = 3,5 Maß = 4 Metzen